# Зуев, Афанасий Викентьевич
Афанасий Викентьевич Зуев (1897, Орловская губерния, Российская империя — неизвестно, Донецк, Украинская ССР) — начальник участка № 3 шахты «Ново-Мушкетово» треста «Будённовуголь» Министерства угольной промышленности Украинской ССР, Сталинская область. Герой Социалистического Труда (1957).

## Биография
Родился в 1897 году в одном из населённых пунктов Орловской губернии. После Октябрьской революции переехал в Юзовку, где трудился навалоотбойщиком на шахтах Донбасса. После начала Великой Отечественной войны эвакуировался на восток страны, в Кузбасс. Работал на навалоотбойщиком на шахте «Полысавская» современной Кемеровской области.
В 1949 году возвратился на Донбасс. Трудился шахтёром. После окончания Донецкого горного техникума — начальник участка № 3 шахты «Ново-Мушкетово». В 1951 году награждён Орденом Ленина за 25-летний шахтёрский стаж. Вместе с передовым горняком Никифором Голубом неоднократно выдвигал трудовые почины среди шахтёров Сталинской области.
По итогам работы в годы Пятой пятилетки (1951—1955) его участок стал победителем в социалистическом соревновании среди коллективов шахты и занял одно из передовых мест среди шахтёрских коллективов Сталинской области. Указом Президиума Верховного Совета СССР от 26 апреля 1957 года удостоен звания Героя Социалистического Труда за «выдающиеся успехи, достигнутые в деле развития угольной промышленности в годы пятой пятилетки и в 1956 году» с вручением ордена Ленина и золотой медали «Серп и Молот» (№ 7732).
После выхода на пенсию проживал в Донецке. С 1968 года — персональный пенсионер союзного значения. Дата его смерти не установлена.
Награды
- Герой Социалистического Труда
- Орден Ленина — дважды (12.09.1951; 1957)